# Freizeit-Land Geiselwind
Koordinaten: 49° 46′ 49″ N, 10° 27′ 27″ O
Das Freizeit-Land Geiselwind ist ein Freizeitpark in der Nähe des fränkischen Geiselwind an der A 3 zwischen Nürnberg und Würzburg. Auf dem mit etwa 400.000 m² flächenmäßig größten Freizeitpark Bayerns sind etwa 100 Attraktionen, davon sieben Achterbahnen, fünf Shows und ein Tier-Freigehege zu finden.

## Geschichte
Am 29. Juni 1969 eröffnete der Kaufmann Ernst Mensinger, der bereits jahrelang exotische Vogelarten gezüchtet hatte, in Geiselwind einen Vogel-Pony-Märchen-Park. In diesem Park durften die Tiere ohne Gitter frei herumlaufen, sodass dem Besucher ein Safari-Erlebnis vermittelt wurde. In den 1970er Jahren wurde der Park weiter ausgebaut und Anfang der 1980er wurde mit einem Zirkuszelt die erste Show des Parks eröffnet. Erste Fahrattraktionen wurden ebenfalls in den 1980ern eröffnet; 1989 wurde mit der Eröffnung von vier Fahrattraktionen und weiteren Live-Shows die Entwicklung vom Tier- und Vogelpark zu einem Freizeitpark vollzogen.
Ernst Mensinger erhielt am 11. Juni 1999 das Bundesverdienstkreuz am Bande für sein Lebenswerk.
Im Dezember 2016 wurde bekannt, dass das Freizeit-Land Geiselwind an den 32-jährigen Schausteller Matthias Mölter aus Coburg verkauft wurde, der seit dem 1. Januar 2017 der neue Eigentümer des Parks ist. Für 2017 kündigte er zehn neue Fahrgeschäfte und insgesamt 17 Events an. Die Besucherzahlen lagen in der Saison 2016 bei 168.000 Besuchern im Jahr. Ein Jahr nach der Übernahme kamen in der Saison 2017 knapp 220.000 Besucher in den Park nach Geiselwind. Im Jahr 2019 wurde der Park von rund 250.000 Menschen besucht. Seit der Saison 2017 feiert man jährlich im Freizeit-Land Geiselwind Bayerns größtes Halloween-Event. Dabei sind alle Attraktionen bis Parkschluss geöffnet, man bekommt kostenfrei zusätzliche Horrorattraktionen und Laufparcours geboten sowie Extra-Shows, z. B. Feuershow, Gruselshow und Feuerwerk.
2019 feierte der Park sein 50. Jubiläum mit mehreren Neuheiten, Shows und einem komplett neuen Themenbereich. Mit dem Themenbereich „Drachenbucht“ wurde der Park auch erstmals seit über 10 Jahren vergrößert. Seit Saisonstart 2019 ist das Parken nicht mehr kostenlos. Mit Stand 2019 ist eine Parkgebühr in Höhe von 5,00 Euro pro Tag und pro Fahrzeug zu zahlen.
Ab der Saison 2020 wird der Park um 22 Neuheiten und Veränderungen erweitert, darunter eine große Schiffschaukel, ein großer neuer Themenbereich für Familien und Kinder und ein großer neuer Indoor-Spielplatz. Im neuen Themenbereich „Tuki’s verrückte Farm“ finden drei neue Attraktionen und eine über 250 Meter lange Themenfahrt Platz, aber auch ein großer Spielplatz und große Hüpfkissen befinden sich auf dem neuen Areal. Zur Saison 2021 präsentierte das Freizeit-Land einen weiteren neuen Themenbereich mit dem Namen „Forbidden Kingdoms“. In diesem befinden sich zwei neue Fahrattraktionen und ein großer Brunnen.
2022 hat der Park seine erste eigene Übernachtungsmöglichkeit gebaut; dabei handelt es sich um das Seaside Erlebnis- & Übernachtungsresort. Das Resort befindet sich auf der dem Park gegenüberliegenden Straßenseite. Im Seaside Resort kann in 40 „Tiny Häusern“ in Piratenhütten- oder Piratenschiffgestaltung übernachtet werden. Das Resort verfügt zudem über ein großes Restaurant namens „Seeblick“.  Integriert sind Tagungsräume, ein Indoorspielplatz und eine große Terrasse mit Blick auf einen kleinen See. Im Resort selbst gibt es noch einen Kinderspielplatz; geplant sind aktuell Saunafässer und eine Minigolfanlage.
2023 hat der Park einen weiteren Themenbereich namens „Trelleborgen“ im nordischen Stil eröffnet. Hierbei wurde das Affengehege komplett erneuert und ein großes Affenpodest für die Affenfütterungen realisiert. Für Familien hat das interaktive Rundfahrgeschäft „Yggdrasil“, zu Deutsch „Lebensbaum“, eröffnet, hier können Kinder in Begleitung bereits ab kleinster Körpergröße mitfahren. Für Adrenalinbegeisterte hat mit „Mjölnir Saga“ ein 44 Meter hoher Propeller eröffnet, Highspeed und Loopings stehen hier auf dem Programm. 2024 feiert das Freizeit-Land seinen 55. Geburtstag; hierfür wird der Park weiter aufgehübscht, es ziehen neue Tiere im Tierpark ein und es wird 15 Veranstaltungen zum Jubiläum geben.
Am 17. März 2025 wurde der Eingangsbereich des Parks außerhalb der Saison durch einen Brand zerstört. Es gab keinen Personenschaden. Der Saisonbeginn des Parks musste daraufhin vom 29. März auf den 12. April verschoben werden.

## Attraktionen

### Achterbahnen
| Name                                        | Typ                            | Hersteller     | Eröffnet  | Themenbereich    | Geschichte |
| ------------------------------------------- | ------------------------------ | -------------- | --------- | ---------------- | --- |
| Silverpony Express (bis 2022 Blauer Enzian) | Powered Coaster                | Mack Rides     | 1989      | Freizeit-Land    | reiste bis zu einem Unfall auf dem Hamburger Dom unter Schaustellerfamilie Uhse; reiste von 1977–1983                                                                |
| Piraten Spinner (bis 2018 Drehgondelbahn)   | Spinning Coaster               | Zierer Rides   | 1994      | Land der Piraten | Prototyp und einzige existierende Anlage dieser Art. |
| Fluch des Kraken (bis 2021 Boomerang)       | Boomerang                      | Vekoma         | 2000      | Land der Piraten | |
| Cobra                                       | Loopingachterbahn              | Interpark      | 2015/2018 | Safari           | Ehemalige Reisende Anlage Familie Agtsch; ehemaliger Name bis 2012 Xenox; reiste von 2009/10–2016; stand 2017 zum Verkauf; seit der Saison 2019 mit einem neuen Zug  |
| Doggy Dog                                   | Familienachterbahn / Big Apple | SBF Visa Group | 2017      | Verrückte Farm   | ersetzte Zwergerl-Express; ehemalige Reisende Anlage von Zinnecker; reiste von 2010–2016                                                                             |
| Drachenhöhle (ehemals Black Hole)           | Indoorachterbahn (Hell Diver)  | Zierer Rides   | 2014/2019 | Drachenbucht     | Ehemalige Reisende Anlage von Schierenbeck; reiste von 1986–2018; bekam 2019 im Park eine Lasershow, inklusive Nebel und eine Musikanlage, sowie zwei Drachenfiguren |
| Taka Waka                                   | Zyklon                         | SBF Visa       | 2022      | Safariland       | Überholte Anlage aus dem schwedischen Freizeitpark Kneippbyn. |

### Wasserattraktionen
| Name                                                     | Typ                                  | Hersteller       | Eröffnet  | Themenbereich         |
| -------------------------------------------------------- | ------------------------------------ | ---------------- | --------- | --------------------- |
| Malawi Splash                                            | Wasserbomben Schleuder               | Freizeit-Land    | 2005      | Safari                |
| Schwanenbootsfahrt                                       | Boot-Karussell                       | Metallbau Emmeln | 1970      | Tukis verrückte Farm  |
| Goldhüpfer (bis 2018 Nautic Jets)                        | Nautic Jets                          | Sunkid Heege     | 1988/2019 | Land der Piraten      |
| Wasserspiele                                             | Ballspritzen-Geschicklichkeitsspiele |                  | 1981      | Freizeit-Land         |
| Piraten Fluss ((bis 2021 (König Ludwig) Wildwasserbahn)) | Wildwasserbahn                       | Reverchon        | 1997      | Land der Piraten      |
| Wasser-Spielplatz                                        |                                      | Freizeit-Land    | 1998      | Safari                |
| Kroko-Wasser-Rodeo                                       | Wasserski-Rondell                    | Zierer           | 2007      | Land der Piraten      |
| Piraten-Sumpf                                            | Splash Battle                        | SBF Visa Group   | 2018      | Land der Piraten      |
| Wild Amazonas                                            | Bootsfahrt                           | Technical Park   | 2018      | Freizeit-Land         |
| Waschküche                                               | Wasserspielplatz                     | Freizeit-Land    | 2019      | Drachenbucht          |
| Gold von Hinjing                                         | Goldwaschen                          | Freizeit-Land    | 2019      | Drachenbucht          |
| Juwelen waschen                                          | Juwelenwaschen                       | Freizeit-Land    | 2020      | Tuki's verrückte Farm |

### Weitere Attraktionen
| Name                                                                   | Typ                                                  | Hersteller                  | Eröffnet                     | Themenbereich         |
| ---------------------------------------------------------------------- | ---------------------------------------------------- | --------------------------- | ---------------------------- | --------------------- |
| Elfenschloss                                                           | Animierte Elfenlandschaft                            | Eigenbau/Hoffmann           |                              | Land der Piraten      |
| Piraten Schießstand                                                    | Animierter Shooter                                   | Hoffmann                    |                              | Land der Piraten      |
| Flamingo Spielplatz                                                    |                                                      | Eigenbau                    | 2017                         | Land der Piraten      |
| YULLBE GO                                                              | VR Adventure                                         | Mack Next                   | 2023                         | Freizeit-Land         |
| Modelleisenbahn                                                        | LGB, PIKO G Modelleisenbahn                          | Lehmann, Märklin, Piko      | 1969 (zuletzt 2010 erneuert) | Tukis verrückte Farm  |
| Vogelhochzeit                                                          | Animierte Figuren                                    | Mack Rides                  | 1982                         | Freizeit-Land         |
| Freizeit-Land Varieté (bis 2017 Varieté-Theater, dann bis 2019 Circus) | Showzelt                                             |                             | 1983                         | Freizeit-Land         |
| Jack’s Riesenrutsche                                                   | Teppichrutsche                                       | Metallbau Emmeln            | 1984                         | Land der Piraten      |
| Uhrwerk (bis 2021 Fränkische Weinfahrt)                                | Kaffeetassenfahrt                                    | Mack Rides                  | 1989                         | Freizeit-Land         |
| Ball Pool                                                              | Bällebad                                             | Freizeit-Land               | 1991                         | Freizeit-Land         |
| Die Wilde Flossfahrt                                                   | Berg- und Talbahn                                    | Zierer Rides                | 1991                         | Freizeit-Land         |
| Around the World (bis 2019 Wellenflieger)                              | Wellenflieger                                        | Zierer Rides                | 1992                         | Freizeit-Land         |
| Flugmaschine (bis 2018 Ikarus)                                         | Condor                                               | Huss Rides                  | 1994/2019                    | Land der Piraten      |
| Isola Magica                                                           | Familien Walktrough                                  | Hofmann/Eigenbau            | 1994/2023                    | Freizeit-Land         |
| Piraten Schleuder (bis 2018 Break-Dance)                               | Breakdance 3                                         | Huss Rides                  | 1994/2019                    | Land der Piraten      |
| Top of the World                                                       | Aussichtsturm                                        | Nauta Bussink               | 1998/1999                    | Land der Piraten      |
| Jack’s Fluggerät (bis 2019 Roter Baron)                                | Roter Baron                                          | Zamperla Rides (Mack Rides) | 1999                         | Land der Piraten      |
| Jack’s Ballonfahrt (bis 2019 Samba Ballon) (Junior Ballonfahrt)        | Samba Balloon                                        | Zamperla Rides              | 2000                         | Land der Piraten      |
| Nostalgie-Karussell                                                    | Karussell                                            | Zierer                      | 2001                         | Freizeit-Land         |
| Krähnennest                                                            | Kinder Freifallturm                                  | Zamperla Rides              | 2003                         | Freizeit-Land         |
| Volcano (bis 2017 T-Rex Tower)                                         | Shot'n Drop                                          | Huss Rides                  | 2003/2018                    | Freizeit-Land         |
| Softball Safari                                                        |                                                      | Freizeit-Land               | 2008                         | Safari                |
| Quadroscope 4D (Kino)                                                  | 4D-Kino                                              | Entertainment Resource      | 2009/2016/2019               | Land der Piraten      |
| Voyage 1893                                                            | Riesenrad                                            | Zierer Rides                | 2009                         | Freizeit-Land         |
| Der tierische Skooter                                                  | Autoscooter                                          | Spaggiari & Barbieri        | 2017                         | Tuki's verrückte Farm |
| Horror Lazarett                                                        | Horror Walktrough                                    | Lehmann (Worms)             | 2017                         | Safari                |
| Timeway-Station                                                        | Showzelt                                             | Freizeit-Land               | 2017/2018                    | Freizeit-Land         |
| Dactari-Adventure                                                      | Jeep Rundkurs                                        | SBF Visa Group              | 2018                         | Safari                |
| Port Royal                                                             | Verwaltung und Infopoint des Parks                   | Freizeit-Land               | 2018                         | Land der Piraten      |
| Piraten Arena                                                          | Showbühne                                            | Freizeit-Land               | 2018                         | Land der Piraten      |
| Ideenschmiede                                                          | Museum                                               | Freizeit-Land               | 2018                         | Safari                |
| Hillbilly                                                              | Shootinghall                                         | Hoffman Animatronics        | 2018                         | Safari                |
| Jungle Drop                                                            | Drop Tower                                           | SBF Visa Group              | 2018                         | Safari                |
| Jack´s Versteck                                                        | Familien Walktrough                                  | Freizeit-Land               | 2019                         | Land der Piraten      |
| Drachencamp                                                            | Spielplatz                                           | Freizeit-Land               | 2019                         | Drachenbucht          |
| Ponyhof                                                                | Rundkurs/Pferdereitbahn auf Schienen                 | SBF Visa Group              | 2020                         | Tuki's verrückte Farm |
| Die verrückte Bauernhoffahrt                                           | Themenfahrt auf 250 Metern Strecke mit Animatronics. | SBF Visa Group / Eigenbau   | 2020                         | Tuki's verrückte Farm |
| Häschen hüpf                                                           | Kinderfahrattraktion                                 | SBF Visa Group              | 2020                         | Tuki's verrückte Farm |
| Klettersafari                                                          | Spielplatz                                           | Freizeit-Land               | 2020                         | Safari                |
| Bounty                                                                 | Schiffschaukel                                       | SBF Visa Group              | 2020                         | Land der Piraten      |
| Merlin and the magic Circle                                            | Sling Shot                                           | Funtime                     | 2021                         | Forbidden Kingdoms    |
| Ramses                                                                 | Familien Walktrough                                  | Bügler / Eigenbau           | 2021                         | Forbidden Kingdoms    |
| Flubstreet                                                             | Familien Walktrough                                  | Dietz                       | 2021                         | Freizeit-Land         |
| Yggdrasil                                                              | Interaktives Familiengeschäft                        | Gosetto                     | 2023                         | Forbidden Kingdoms    |
| Mjölnir Saga                                                           | Propeller                                            | Zamperla                    | 2023                         | Forbidden Kingdoms    |

### Ehemalige Attraktionen
| Name | Typ                                    | Hersteller                               | in Betrieb |
| --- | -------------------------------------- | ---------------------------------------- | --- |
| Abenteuer-Spielplatz (durch einen Sturm zerstört und durch die Klettersafari ersetzt) | Spielplatz                             |                                          | 1972–2019 |
| Abenteuerturm (Supertower) (bis 2011 Silberturm; 2012–2017 Supertower, jedoch 2017 im Park als Abenteuerturm bezeichnet; wurde beim Hersteller für den Jungle Drop in Zahlung gegeben; 2018–2019 als T-Rex Tower bei Alexander Zinnecker; seit Herbst 2019 unter Beibehaltung des Namens probeweise unter Jeannert - Wetzel in der Schweiz; 2020 dann fest übernommen) | Magic Drop Tower                       | SBF Visa Group                           | 2017–2017 |
| Action-Kino | 3D, oder 4D-Kino                       |                                          | |
| Autoscooter auf Parkplatz | Autoscooter                            |                                          | |
| Autoscooter | Autoscooter                            |                                          | |
| Black Hole | Indoor-Achterbahn                      | Zierer Rides                             | 2014–2014 (seit 2019 als Drachen Höhle wieder im Park) |
| Cine-Vision | 3D, oder 4D-Kino                       |                                          | |
| Cobra | Achterbahn                             | Interpark/Pinfari                        | 2015–2015 (seit 2018 wieder im Park) |
| Das Flub (im Rohbau von „Jack´s Versteck“ zu Halloween 2018) |                                        | Freizeitland Geiselwind / Patrick Keaton | 2018–2018 |
| Die Wikinger (ehemalige Reiseanlage vom Schausteller Stey aus München; reiste bis 1988) | Schiffschaukel                         | Zierer Rides                             | 1989–2012 (taucht in den Inventarlisten des Parks zwar noch auf, ist jedoch unauffindbar, weswegen für die Saison 2020 als Ersatz die Schiffschaukel Bounty angeschafft wurde) |
| Disco Scooter | Bumpercars                             |                                          | 1970–2016 |
| Drachen-Express | Bereifte Parkeisenbahn                 |                                          | 1970–2016 |
| Elektro-Boote | Fernlenkboote                          |                                          | 1981–2019 |
| Enterprise | Enterprise                             | Huss Rides                               | 1992–2019 (musste der Neuanschaffung - Schiffschaukel Bounty weichen; wurde an den Zwischenhändler Used amusent rides Apeldoorn verkauft)                                      |
| Extrem (Reiseanlage 2005–2006 Maier; 2006–2013 Boos; 2014–2017 Mölter – davon 2017 im Freizeitland Geiselwind; 2018–2019 Agtsch; seit 2019 Schausteller Deinert aus Unna) | Speed                                  | KMG                                      | 2017–2017 |
| Geisterfahrt / Fahrt zur Hölle | Geisterbahn                            | Arcadia                                  | 2013–2013 |
| Höllenrutsche (neben der Riesenrutschbahn) | Rutsche                                |                                          | 1984–2016 (ist noch vorhanden, jedoch ist diese dauerhaft geschlossen) |
| Kinder-Motorräder | Elektro-Scooter                        |                                          | 1983–2017 |
| Kontiki | Kontiki                                | Zierer Rides                             | 2010–2010 (bis 2022 im Park) |
| Marienkäferbahn (zuvor von 1979 bis 1985 im Traumlandpark) | Large Tivoli Coaster                   | Zierer Rides                             | 1989–2008 (die Anlage wurde verschrottet; der Marienkäfer-Achterbahnzug ist allerdings noch vorhanden)                                                                         |
| Power Paddlers (bis 2007 Panorama-Park Sauerland) | Bootsfahrt                             |                                          | 2007–2017 (seit 2020 im Panorama-Park Sauerland Wildpark) |
| Sesselseilbahnen | Sessellift Seilbahn                    |                                          | 1970–2006 |
| Shuttle (Huss Prototyp; ex Schausteller Rieger aus Österreich) | Ranger                                 | Huss Rides                               | 1992–2017 (wurde an den Schausteller Fackler für ein Projekt verkauft; 2019 tauchte das Geschäft in NRW, in Wesel im Industriegebiet und auf schausteller.de zum Verkauf auf)  |
| Space Center | Flugsimulator mit Space Thematisierung | McFadden                                 | 1996–2015 |
| Street Style (Reiseanlage; reiste von 2009 bis 2017; Besitzer Roland Schramm aus Hof; von 2009 bis 2017 Schausteller Mölter aus Coburg) | Scheibenwischer                        | Kolmax Plus                              | 2017–2017 |
| Spielplatz | Spielplatz                             |                                          | 1980–2016 |
| Tukis Kinderkarussell | Kinderkarussell                        |                                          | 19??–2019 |
| Ufo-Scooter (bis 2008 - Schließung 2007 - Panorama-Park Sauerland) | Bootsfahrt                             |                                          | |
| UFO-Wasserfahrt im Weltraum-Areal (bis 2008 - Schließung 2007 - Panorama-Park Sauerland) | Bootsfahrt                             |                                          | |
| Wackel-Fahrräder | Wackelnde Fahrräder                    |                                          | 1970–2017 |
| Wilde Maus | Wilde Maus                             | Maurer AG                                | 2011–2012 |
| Wilde Maus | Wilde Maus                             | Mack Rides                               | 2013–2013 |
| Zwergerl-Express (zuvor (Kinder-)Western-Eisenbahn) | Kinder-Zugfahrt                        |                                          | 1970–2016 |
| Bayerisches Wolperdinger-Reservat |                                        |                                          | |
| Kamel-Reiten |                                        |                                          | |
| Ponny-Reiten |                                        |                                          | |

### Nicht realisierte Attraktionen
| Name                                                                  | Typ               | Hersteller | Geschichte |
| --------------------------------------------------------------------- | ----------------- | ---------- | --- |
| Oldtimer Fahrt (bis 2008 - Schließung 2007 - Panorama-Park Sauerland) | Oldtimer Rundkurs | Mack Rides | sollte ursprünglich die Dactari-Adventure werden; wurde an den Schwabenpark verkauft; zwei Oldtimer sind als Dekoration vor der Timeway Station erhalten geblieben                                            |
| Zwergerl-Express                                                      | Kinder-Zugfahrt   |            | ursprünglich war geplant diese knapp 50 Jahre alte Kindereisenbahn aufzuarbeiten und zu reaktivieren; aufgrund Ersatzteilmangel wurde dieses Vorhaben zu Gunsten einer neuen Kindereisenbahn wieder verworfen |

## Galerie

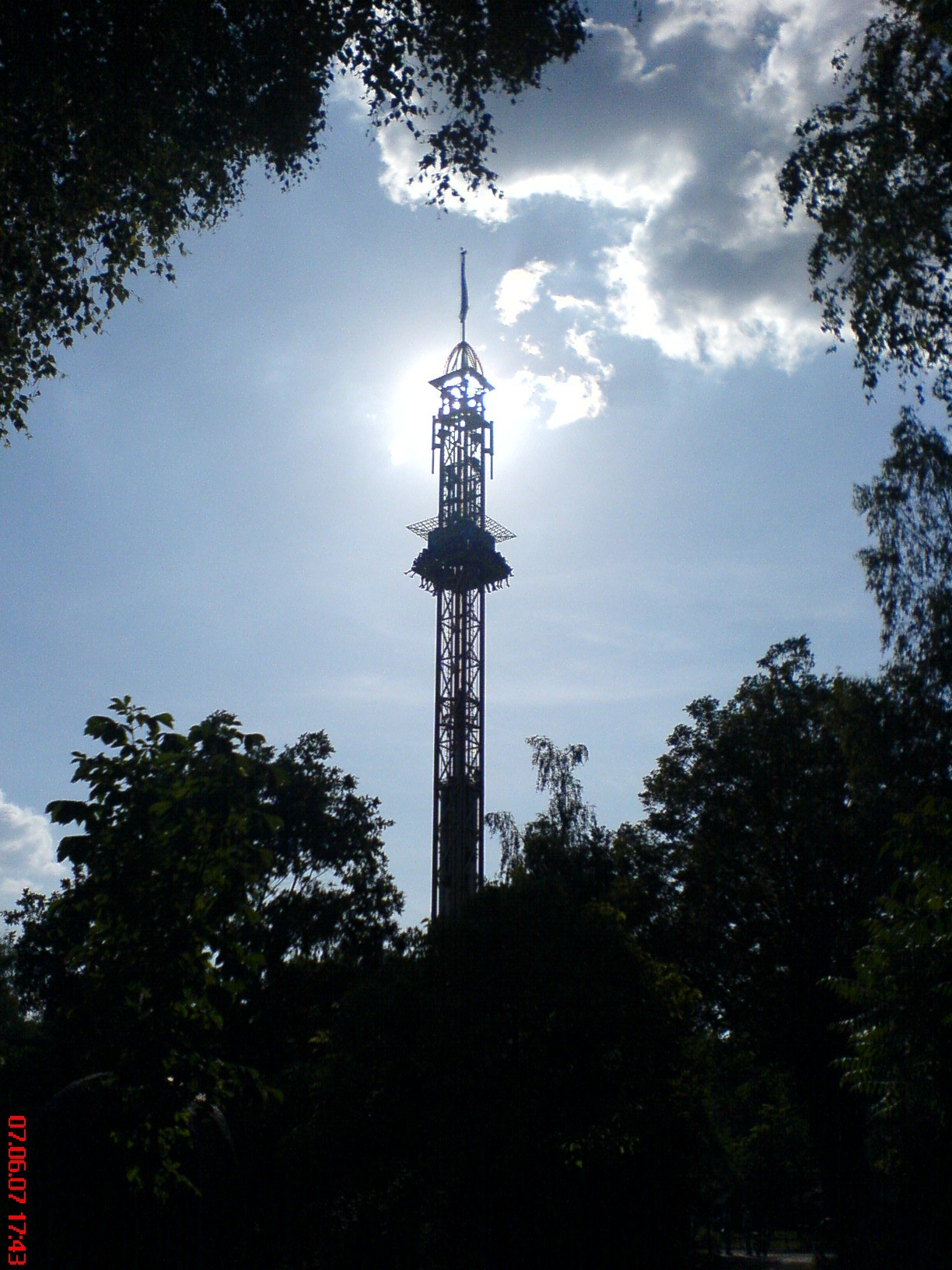
Volcano Tower
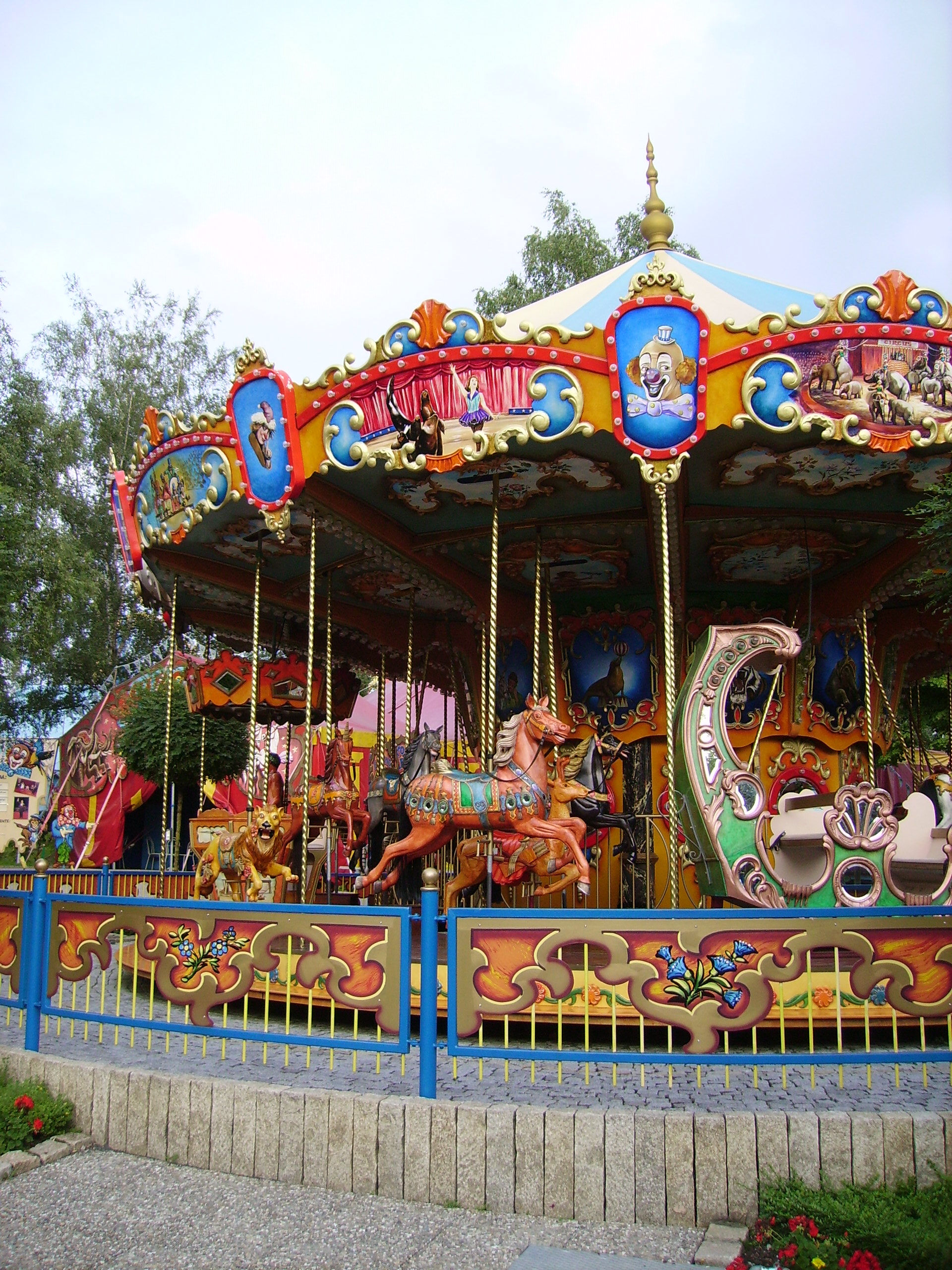
Nostalgiekarussell
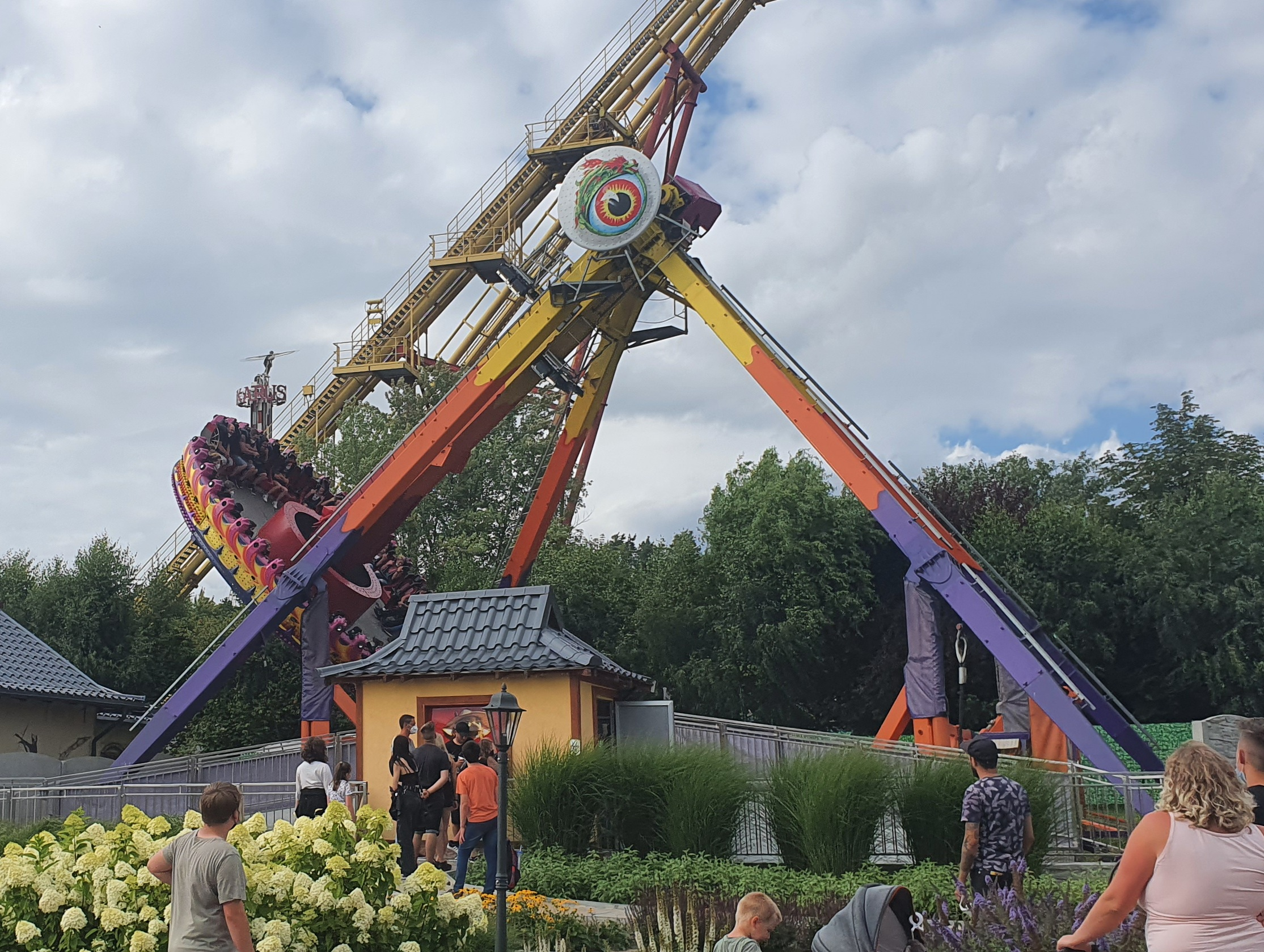
Auge des Drachen
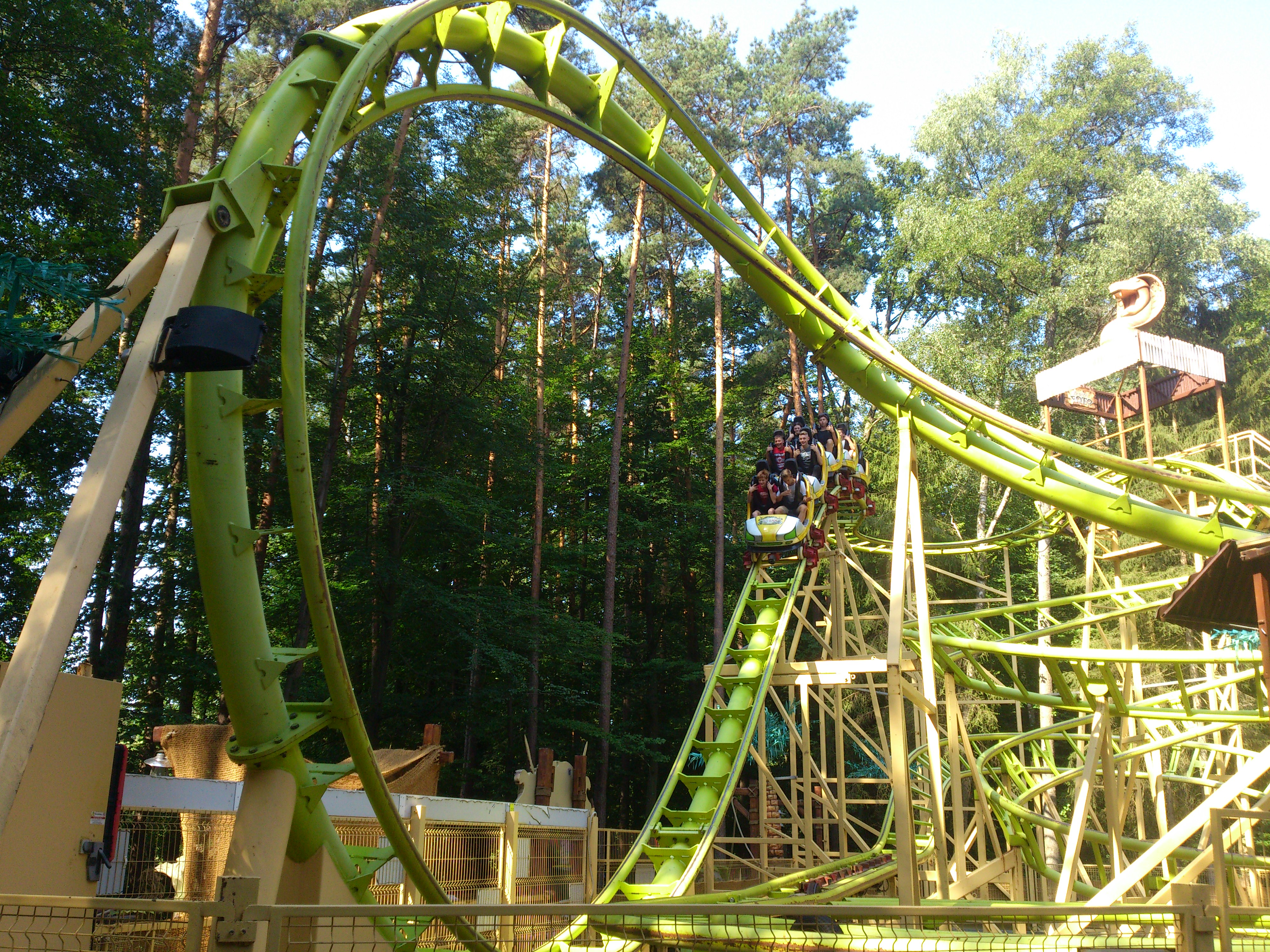
Cobra

## Shows
| Name | Typ      | Veranstalter/Erfinder                                                 | Gespielte Saisonjahre    |
| --- | -------- | --------------------------------------------------------------------- | ------------------------ |
| Acapulco-Springer-Show | Show     | Freizeitland Geiselwind                                               | 1990–2016                |
| Bärenausbruch Duo Kraml | Show     | Freizeitland Geiselwind                                               |                          |
| Comedy & Trampolin-Show | Show     | Freizeitland Geiselwind                                               |                          |
| Elastic-Jumping | Show     | Freizeitland Geiselwind                                               |                          |
| Freilichtbühne mit Live-Shows | Show     | Freizeitland Geiselwind                                               |                          |
| Greifvogel-Flugvorführungen | Flugshow | Freizeitland Geiselwind                                               |                          |
| Holzschnitzer | Show     | Freizeitland Geiselwind                                               |                          |
| Magic-Express-Show | Show     | Freizeitland Geiselwind                                               |                          |
| Moon-Walks | Show     | Freizeitland Geiselwind                                               |                          |
| Mystery Night | Show     | Freizeitland Geiselwind                                               | 2015–2016                |
| Showliner-Rakete | Show     | Freizeitland Geiselwind                                               |                          |
| Das Flub (Halloweenshow 2018 im Rohbau von Jack´s Versteck)                                                                                          | Show     | Freizeitland Geiselwind                                               | 2018                     |
| Meister Eckhard (Halloweenshow 2019 in der Timeway Station - bis 2017 Varieté-Theater)                                                               | Show     | Freizeitland Geiselwind                                               | 2019                     |
| Patrick Keaton´s ZeitZauber Werkstatt der Wunder in der Timeway Station (bis 2017 Varieté-Theater)                                                   | Show     | Freizeit-Land Geiselwind                                              | 2017–2019                |
| Piratenzeit in der Piraten Arena | Show     | Freizeitland Geiselwind                                               | 2018                     |
| Timeway Station Magical - Bahnhof der Welten, die neue magische Show mit Patrick Keaton                                                              | Show     | Freizeitland Geiselwind / Patrick Keaton                              | 2018/2021                |
| Freizeit-Land Varieté (bis 2017 Varieté-Theater, dann bis 2019 Circus) Professor Flub's verrücktes Labor - Eine neue Familienshow mit Patrick Keaton | Show     | Freizeitland Geiselwind, Patrick Keaton und diverse sonstige Künstler | 1980–2016/2017/2018/2020 |
| Affen Reservat mit Affenfütterung | Show     | Freizeitland Geiselwind                                               | Bis heute                |
| Around the World, die Lasershow | Show     | Freizeit-Land Geiselwind                                              | Bis heute                |
| Bubble Trouble | Show     | Freizeit-Land Geiselwind                                              | 2021                     |
| Bubble Factory | Show     | Freizeit-Land Geiselwind                                              | 2024                     |
| Pudel Party | Show     | Freizeit-Land Geiselwind                                              | 2024                     |
| Tukis Kinderdisco | Show     | Freizeit-Land Geiselwind                                              | 2022- heute              |

## Kontroversen
Das Horror Lazarett sorgte im Jahr 2017 für Schlagzeilen, als eine jugendliche Parkbesucherin den realen Grabstein ihres Großvaters in der Attraktion entdeckte. Ihre Großmutter hatte eigentlich einen Steinmetz mit der Auflösung des Grabes und der Entsorgung des Grabsteins betraut. Der Stein wurde aber weiterverkauft, ohne die Inschriften zu entfernen. Nach einer Anzeige der Witwe ließ die Staatsanwaltschaft die Inschriften sämtlicher Grabsteine in der Attraktion entfernen. Aufgrund der Verunglimpfung des Andenkens Verstorbener erhielt der Betreiber vom Amtsgericht Kitzingen eine Verwarnung sowie eine Geldbuße in Höhe von 1.200 €.
Im Jahr 2023 wurden Betrugs- und Steuerhinterziehungs-Vorwürfe gegen den Betreiber bekannt,  Hintergrund waren unter anderem Unregelmäßigkeiten bei Lohnzahlungen an rumänische Mitarbeiter. Im darauffolgenden Gerichtsprozess wurde gegen den Geschäftsführer eine Freiheitsstrafe auf Bewährung von einem Jahr und neun Monaten verhängt.